# Новокусковське сільське поселення
Новоку́сковське сільське поселення (рос. Новокусковское сельское поселение) — сільське поселення у складі Асінівського району Томської області Росії.
Адміністративний центр — село Ново-Кусково.
Населення сільського поселення становить 1968 осіб (2019; 2270 у 2010, 2681 у 2002).
Станом на 2002 рік присілки Митрофановка та Філімоновка перебували у складі Новоніколаєвської сільської ради.

## Склад
До складу сільського поселення входять:
| Населений пункт         | Населення, осіб (2002) | Населення, осіб (2010) |
| ----------------------- | ---------------------- | ---------------------- |
| Казанка, село           | 410                    | 360                    |
| Митрофановка, присілок  | 65                     | 41                     |
| Ново-Кусково, село      | 1534                   | 1415                   |
| Старо-Кусково, присілок | 122                    | 128                    |
| Філімоновка, село       | 550                    | 326                    |